# Львівське плато
Льві́вське пла́то — підвищена горбиста місцевість у центральній частині Львівської області. Розташована на крайньому північному заході Подільської височини, у межах міста Львова та його південних і південно-східних околиць (в межах Пустомитівського району). 

## Основні параметри
З півночі та північного заходу плато прилягає до долини річки Полтви, що у північній та центральній частинах Львова, з північного сходу обривається стрімким уступом (заввишки до 100 м) до рівнини Надбужанської котловини (частина Малого Полісся). Південна межа проходить по лінії сіл Милошовичі — Кугаїв — Товщів — Черепин — Шоломия, південніше якої починається Опілля, зокрема Львівське Опілля. Західна межа плато прилягає до долини верхів'їв річки Щирки. 
Довжина плато близько 20 км. Переважні висоти 300—350 м, максимальна — 414 м (гора Чотові Скелі). Підвищені останцеві ділянки, наприклад гори Високий Замок (Замкова Гора), Піскова, складаються з вапняків та мергелів. Схили плато розчленовані притоками річок Зубрі (басейн Дністра) і Полтви (басейн Західного Бугу). Львівським плато (південною частиною Львова) проходить Головний європейський вододіл. 
У межах плато переважають орні землі, подекуди є лісові масиви, найбільший з яких — Винниківський лісопарк, що на південно-східних околицях Львова. Існує кілька природоохоронних об'єктів і територій, зокрема — Регіональний ландшафтний парк «Знесіння», заказники Чортова Скеля та Медова Печера (обидва — місцевого значення).
- Згідно з деякими джерелами північно-східна частина Львівського плато має окрему назву — Давидівське пасмо.

## Дискусійні проблеми
- Дискусійним є питання щодо виділення меж Давидівського пасма. Професор І. Бурачинський (Польща) і ряд львівських вчених (О. Федірко, В. Брусак та ін.) пропонують відносити розширену північну частину Давидівського пасма до Розточчя. Сюди входять останцевий горб Високий Замок (Замкова Гора) у Львові, височина Знесіння, Винниківський ліс з Чортовими скелями і Медовою печерою. Професор К. І. Геренчук (1972 р.) виділяє Давидівське пасмо в окремий однойменний природний район у групі горбогірно-лісових ландшафтів, для яких характерно глибоке розчленування поверхні, значні абсолютні висоти (350–400 м), малопотужний покрив лесових суглинків і значне поширення широколистяних лісів.[1]

## Фотогалерея

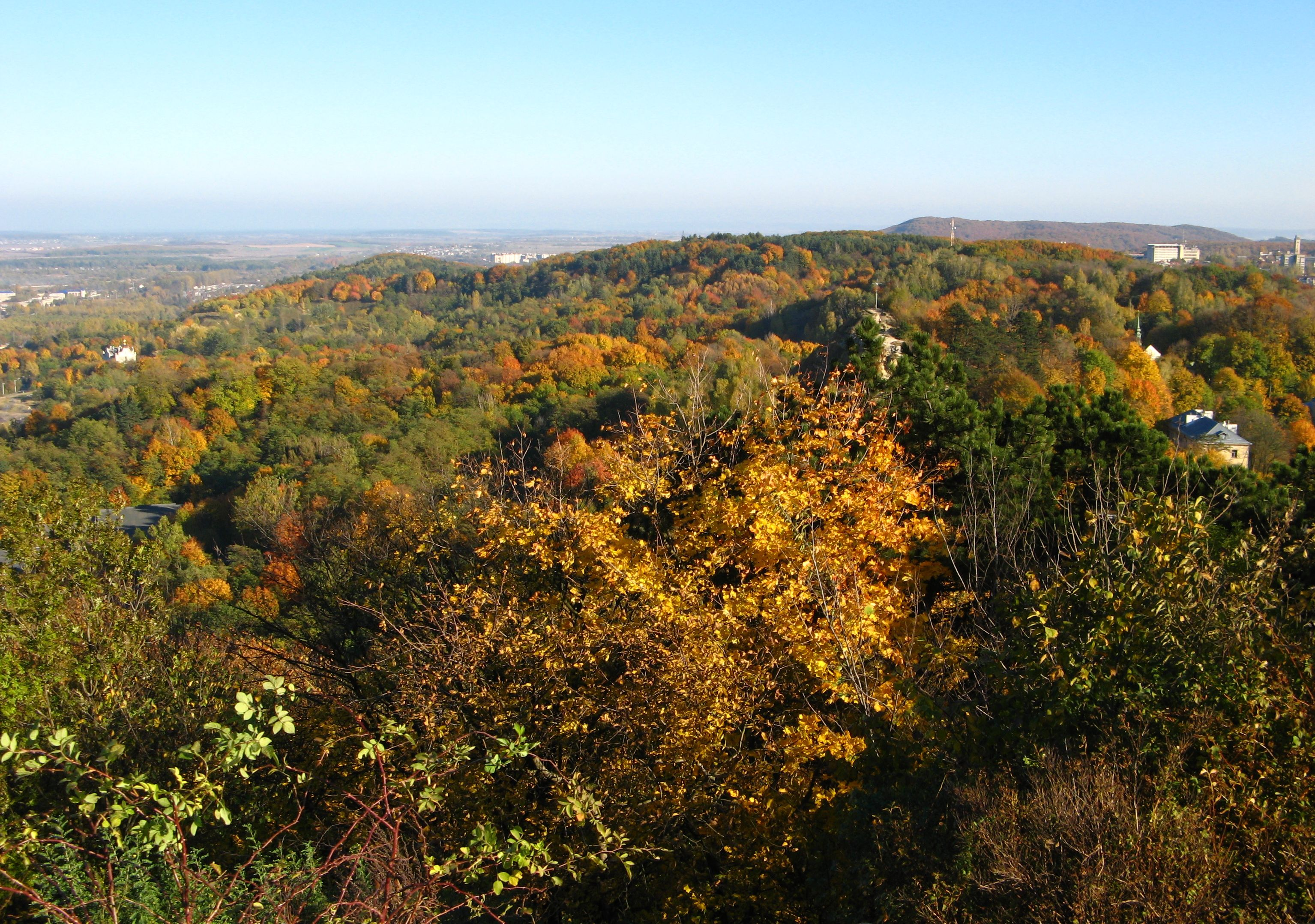
Львівське плато (вигляд із Замкової гори). Вдалині зліва — Надбужанська котловина, справа — Винниківський лісопарк і гора Чотові Скелі
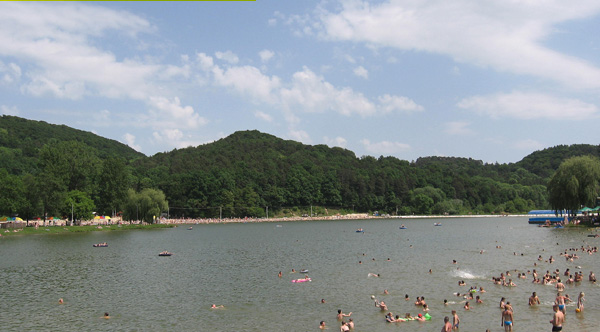
Винниківський лісопарк і Винниківське озеро
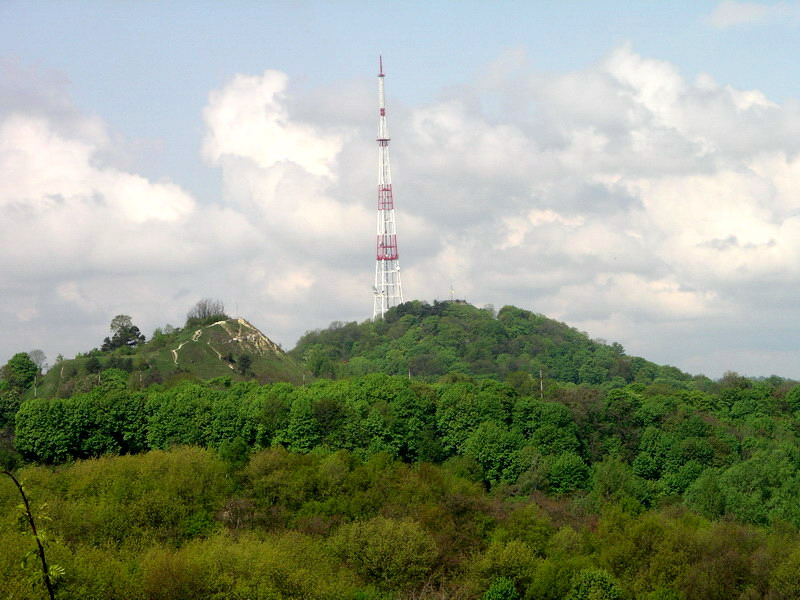
Високий Замок і Піскова Гора (зліва)